# Plac Waszyngtona
Plac Waszyngtona (ang. Washington Square) – amerykański melodramat kostiumowy z 1997 r. w reżyserii Agnieszki Holland, ekranizacja XIX-wiecznej powieści Henry’ego Jamesa Dom na Placu Waszyngtona.
Holland pokazuje złożoność psychologiczną postaci, akcentując dojrzewanie bohaterki. Ważną rolę w filmie odgrywają motywy muzyczne, w tym pieśń Tu chiami una vita z muzyką skomponowaną przez Jana A.P. Kaczmarka do wiersza Salvatore Quasimodo.
Plac Waszyngtona na Manhattanie w Nowym Jorku jest parkiem, na północ od którego wybudowano domy dla bogatych rodzin.

## Fabuła
Melodramat opowiada historię Catherine Sloper, córki zamożnego nowojorskiego lekarza, który obarcza ją winą za śmierć, zmarłej podczas porodu matki. Główny wątek dotyczy miłości pełnej kompleksów, nieśmiałej Catherine do ubogiego i przystojnego młodzieńca, w którym ojciec widzi łowcę posagu.

## Obsada
- Jennifer Jason Leigh jako Catherine Sloper
- Albert Finney jako dr Austin Sloper
- Ben Chaplin jako Morris Townsend
- Maggie Smith jako Lavinia Penniman
- Judith Ivey jako ciocia Elizabeth Almond
- Arthur Laupus jako pan Almond
- Jennifer Garner jako Marian Almond
- Robert Stanton jako Arthur Townsend
- Betsy Brantley jako pani Montgomery
- Nancy Daly jako pokojówka Maureen

i inni